# Alstroemeria hookeri
Espèce
Alstroemeria hookeri est une espèce de la famille des Alstroemeriaceae. Son aire de répartition indigène de cette espèce est le centre et le sud du Chili central. C'est un géophyte tubéreux qui pousse principalement dans le biome subtropical.

## Description
Alstroemeria hookeri est toujours naine dans la nature, de 5-12 cm de haut. Les pousses stériles ont des spirales de feuilles longues, linéaires, tordues et glauques, alors que les pousses fertiles sont courtes et étroitement ovales. Les inflorescences sont en ombelles formées de six à dix-huit fleurs. Il existe quatre sous-espèces qui ont en commun des tépales externes larges rhomboïdes à obovales et des tépales internes oblancéolés plus étroits, tous notamment pointus ou avec des mucrons. La sous-espèce hookeri a des fleurs rose clair, légèrement évasées, en forme d'entonnoir, avec des segments de 4 cm de long ayant une zone transversale jaune et des pointillés rouges sur les tépales intérieurs. La sous-espèce cumingiana a des fleurs en forme d'entonnoir étroit, d'un rouge argenté pâle à verdâtre à rose brunâtre, composées de tépales mesurant jusqu'à 3,5 cm de long, sans jaune mais avec des pointillés rouges sur les deux cuivres internes. Les sous-espèces recumbens et maculata ont des fleurs plus plates avec des extrémités fortement épaissies, enroulées et teintées de sombre, en particulier les trois tépales externes, qui ont des marques espacées rouge foncé proéminentes, les premières sur des taches de jaune sur les cuivres internes seulement, les secondes sans le jaune mais, ce qui est unique pour l'espèce, sur les trois segments internes.

## Répartition et habitat
Alstroemeria hookeri a pour aire de répartition les rivages de la vallée centrale et de la chaîne côtière du Chili entre Coronel et juste au nord de Los Vilos.

## Liste des sous-espèces
Selon GBIF (6 septembre 2024) :
- Alstroemeria hookeri subsp. cummingiana (Herb.) Ehr.Bayer
- Alstroemeria hookeri subsp. hookeri
- Alstroemeria hookeri subsp. maculata Ehr.Bayer

## Systématique
Le nom correct complet (avec auteur) de ce taxon est Alstroemeria hookeri Sweet.
Alstroemeria hookeri a pour synonymes :
- Alstroemeria hookeriana Schult. & Schult.f.
- Alstroemeria rosea Hook.